# Sommer-Paralympics 2008/Teilnehmer (Vereinigte Arabische Emirate)
| stlisierte Goldmedaille | stlisierte Silbermedaille | stlisierte Bronzemedaille |
| ----------------------- | ------------------------- | ------------------------- |
| —                       | 1                         | —                         |

Die Vereinigten Arabischen Emirate nahmen mit sechs Sportlern an den Sommer-Paralympics 2008 im chinesischen Peking teil.
Fahnenträger bei der Eröffnungsfeier war Abdulla Al Aryani. Erfolgreichster Athlet der Mannschaft war der Powerlifter Mohammed Khamiss Khalaf, der in der Klasse bis 90 Kilogramm eine Silbermedaille gewann.

## Teilnehmer nach Sportarten

### Leichtathletik
Frauen
- Thuraya Alzaabi

Männer
- Ali Qambar Ali Alansari
- Ibrahim Salim Banihammad
- Mohammad bin Dabbas Almehairi

### Powerlifting (Bankdrücken)
Männer
- Mohammed Khamiss Khalaf, 1×  (Klasse bis 90 kg)

### Schießen
Männer
- Abdulla Al Aryani